# Limonia goodenoughensis
Limonia goodenoughensis là một loài ruồi trong họ Limoniidae. Chúng phân bố ở miền Australasia.